# Gastronomia de Gal·les
La gastronomia de Gal·les inclou els estils de cuina, les tradicions i les receptes associades a Gal·les. Tot i que hi ha molts plats que es poden considerar gal·lesos a causa dels seus ingredients i/o història, els plats com el cawl, el Welsh rarebit, el laverbread, els pastissos gal·lesos, el bara brith i la salsitxa de Glamorgan han estat considerats símbols del menjar gal·lès. Hi ha variacions en els plats a tot el país, amb diferències notables a la península de Gower, una zona rural històricament aïllada que va desenvolupar l'autosuficiència en la producció d'aliments.
Tot i que algunes pràctiques i plats culinaris s'han importat dels seus veïns britànics, la cuina gal·lesa genuïna va sorgir principalment de la vida dels treballadors gal·lesos, en gran part com a resultat del seu aïllament de les influències culinàries externes i de la necessitat de produir aliments a partir dels ingredients limitats que podria produir o permetre's. Els celtes gal·lesos i els seus més recents descendents gal·lesos traslladaven el seu bestiar a cotes més altes a l'estiu i tornaven a la seva base natal a l'hivern. Una vegada que es van instal·lar en cases, una família hauria menjat principalment carn de porc principalment, mantenint les vaques per a productes lactis.
La ramaderia ovina es practica extensament a Gal·les, sent les de xai i moltó les carns més tradicionalment associades al país; el bestiar boví també es practica àmpliament per a utilitzar-ne la carn i els làctics. Hi ha una forta cultura pesquera: l'explotació pesquera i la pesca comercial són habituals i els productes del mar són àmpliament presents a la cuina gal·lesa.
Les verdures, més enllà de les cols i els porros, eren històricament rares i aquest es va convertir en un component significatiu de molts plats. Ha estat un símbol nacional de Gal·les durant almenys 400 anys i William Shakespeare fa referència al costum gal·lès de dur un porro a l'obra Enric V.
Des dels anys 70, el nombre de restaurants i gastropubs a Gal·les ha augmentat significativament i actualment hi ha cinc restaurants amb estrella Michelin ubicats al país.

## Plats i begudes gal·lesos
Tot i que hi ha molts plats que es poden considerar gal·lesos a causa dels seus ingredients, n'hi ha alguns que per excel·lència són gal·lesos. Plats com el cawl, el Welsh rarebit, el laverbread, els pastissos gal·lesos, el bara brith (literalment "pa clapejat") o les salsitxes de Glamorgan han estat considerats símbols del menjar gal·lès.
El cawl és la sopa tradicional gal·lesa, habitualment de xai o vedella amb porro, patates, colinap, pastanaga i altres verdures de temporada, i és reconegut com un plat nacional de Gal·les. El Welsh rarebit és fruit de la predilecció dels gal·lesos pel formatge rostit, formatge fos condimentat abocat sobre pa torrat. La salsitxa de Glamorgan és una salsitxa vegetariana feta amb formatge, generalment Caerphilly, però de vegades cheddar, juntament amb porro o ceba tendra; la barreja es recobreix amb pa ratllat i es fa rodar en forma de salsitxa abans de cuinar-la. El Tatws Popty és un plat fet a la cassola amb patates, verdures i un tros de carn, i cuita al forn. El Tatws Pum Munud és un guisat tradicional gal·lès fet amb patates, verdures i cansalada, i cuinat al als fogons.
El laverbread es fa cuinant algues lentament durant deu hores fins a convertir-se en un puré conegut com a laver. Les algues també es poden coure amb farina de civada per fer laverbread. Es pot servir amb cansalada i escopinyes com a plat d'esmorzar, o fregir-les en petites empanades.
Els pastissos gal·lesos són petits pastissos rodons especiats, cuinats tradicionalment sobre una pedra de forn, però més recentment sobre una planxa; es poden menjar freds o calents, sols o coberts amb sucre o mantega. El bara brith és un pa de fruites originari de les zones rurals de Gal·les, històricament fet amb llevat i mantega; la fruita és normalment panses seques, sultanes, de Corint i pela confitada, que es remullarien amb te fred abans de cuinar-les.

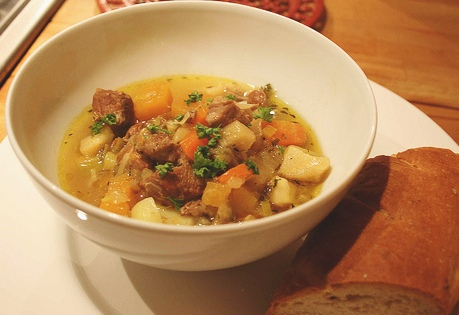
Cawl
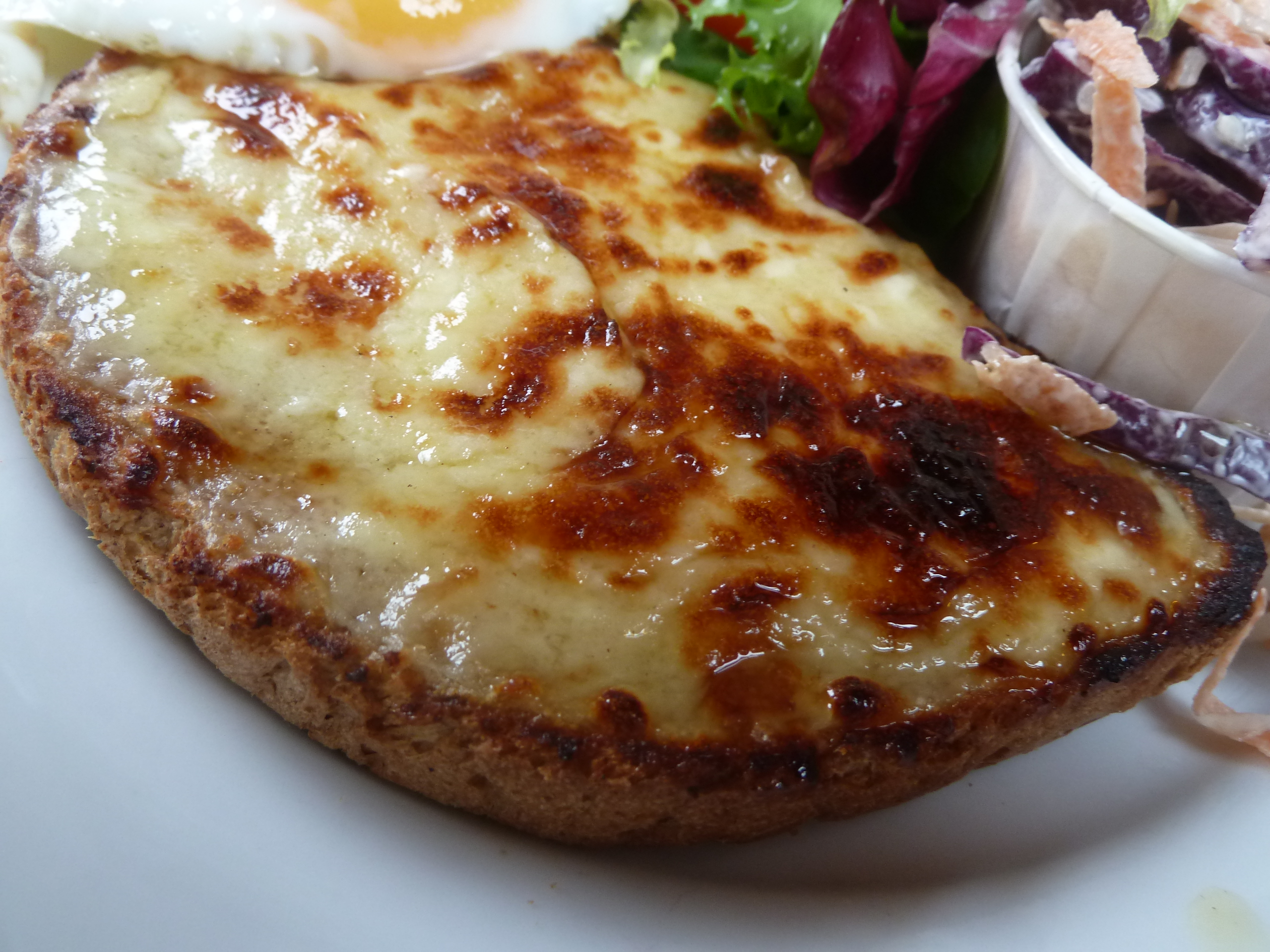
Welsh rarebit
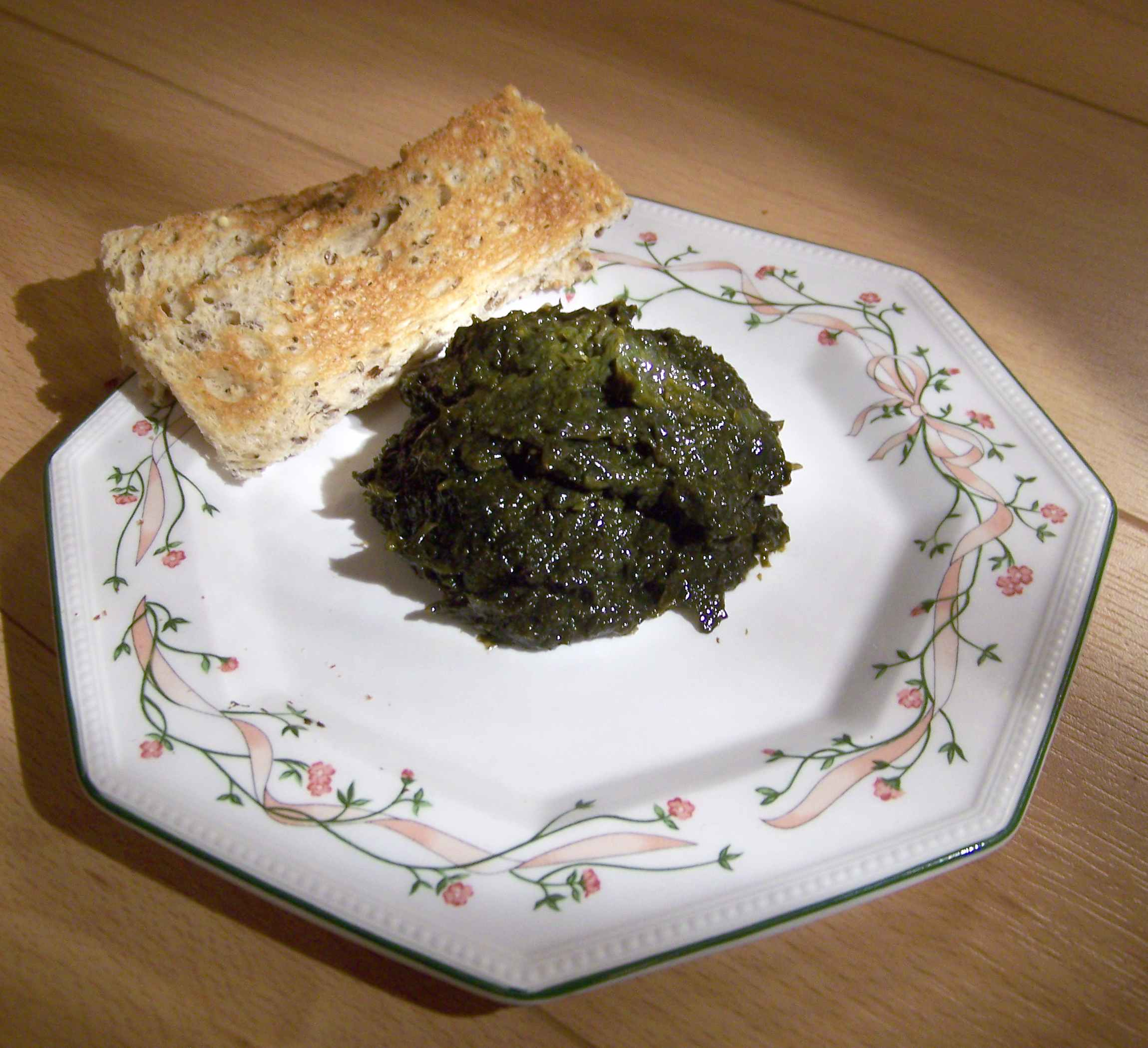
Laverbread
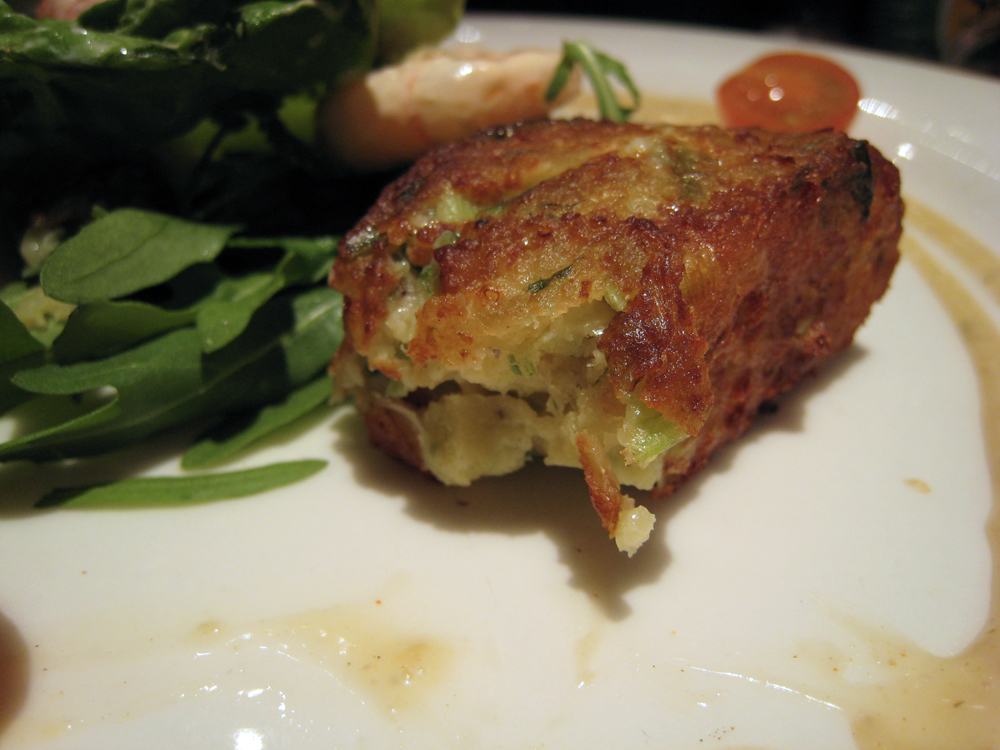
Salsitxa de Glamorgan
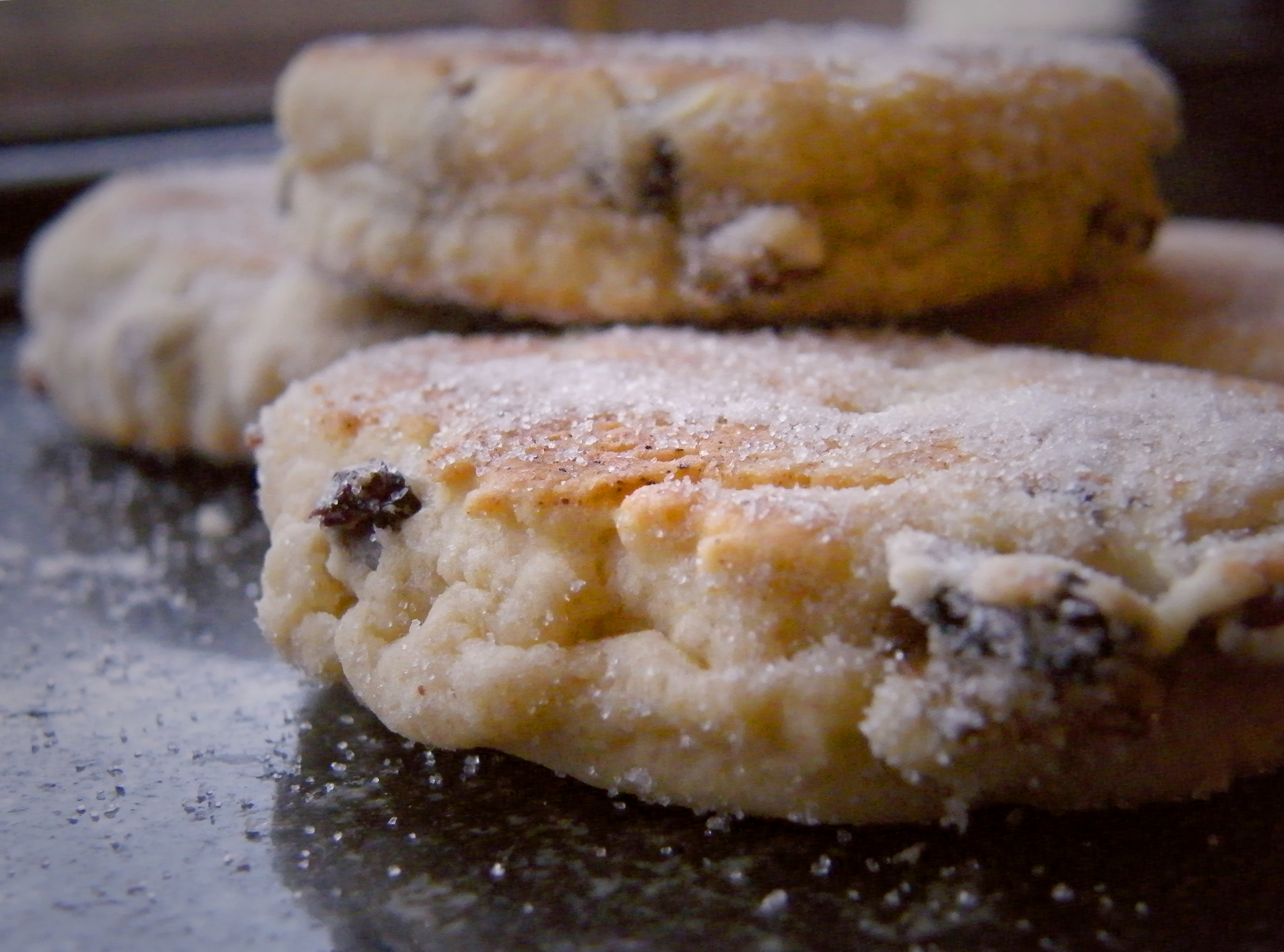
Pastissos gal·lesos
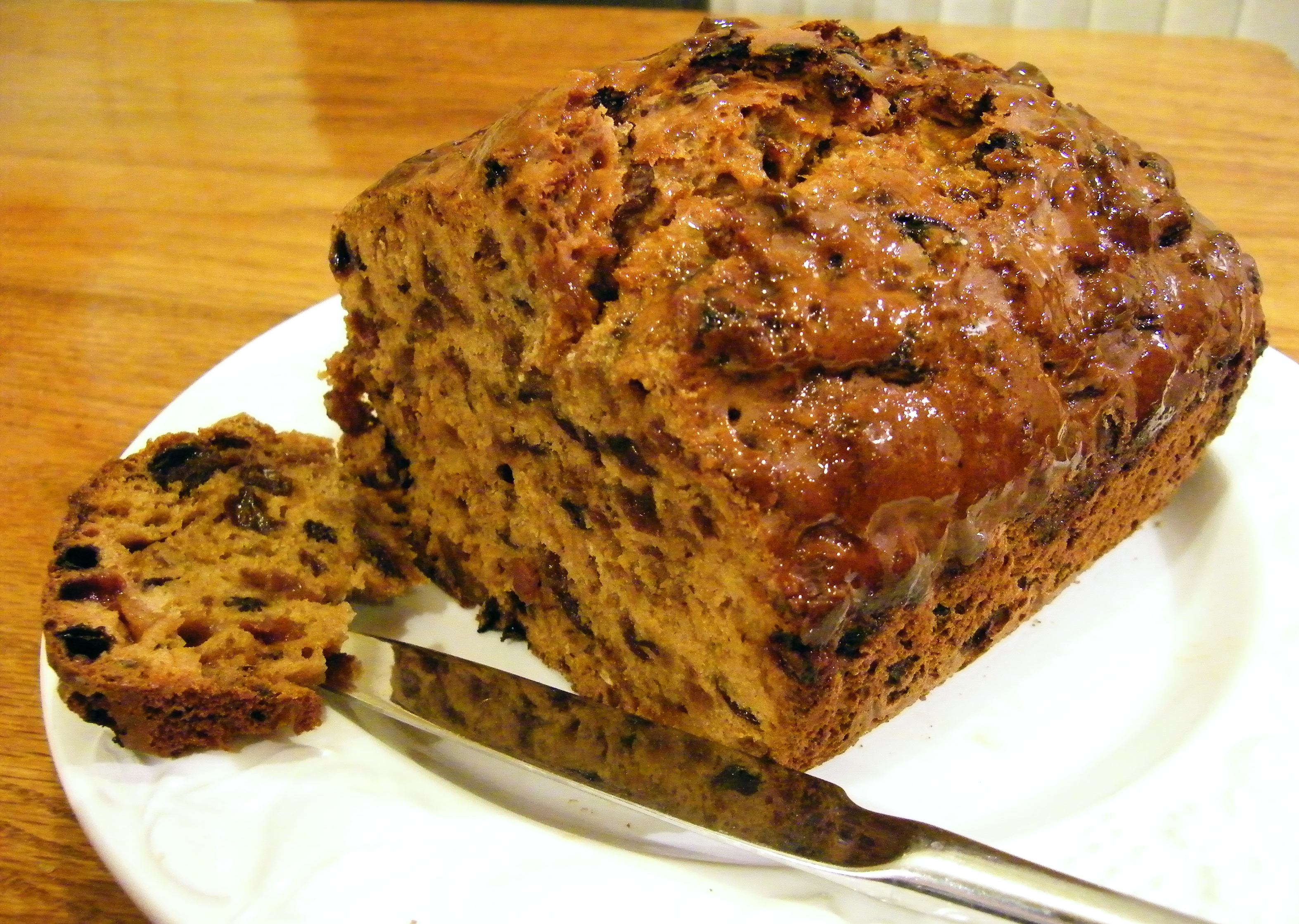
Bara brith
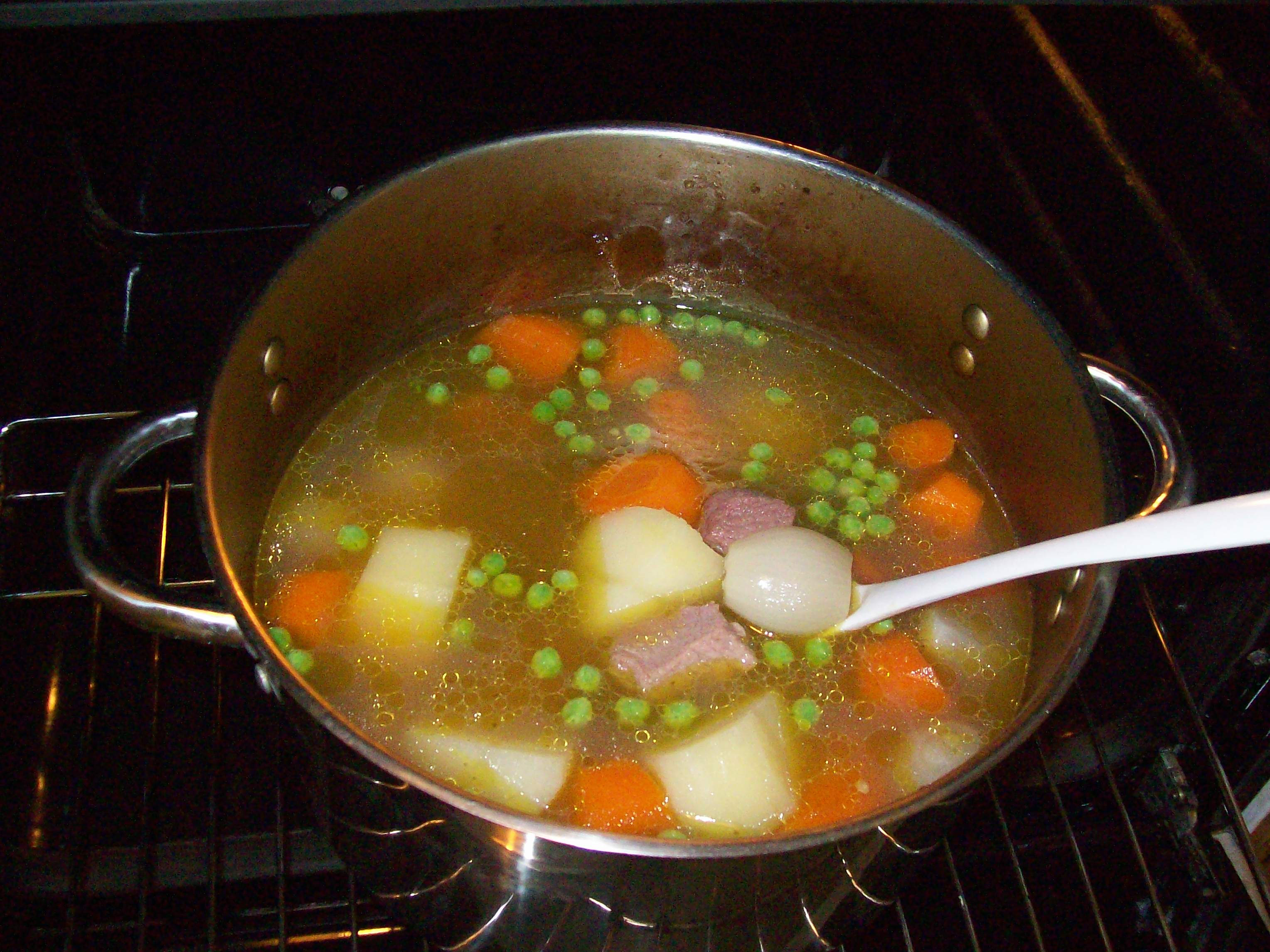
Tatws Popty
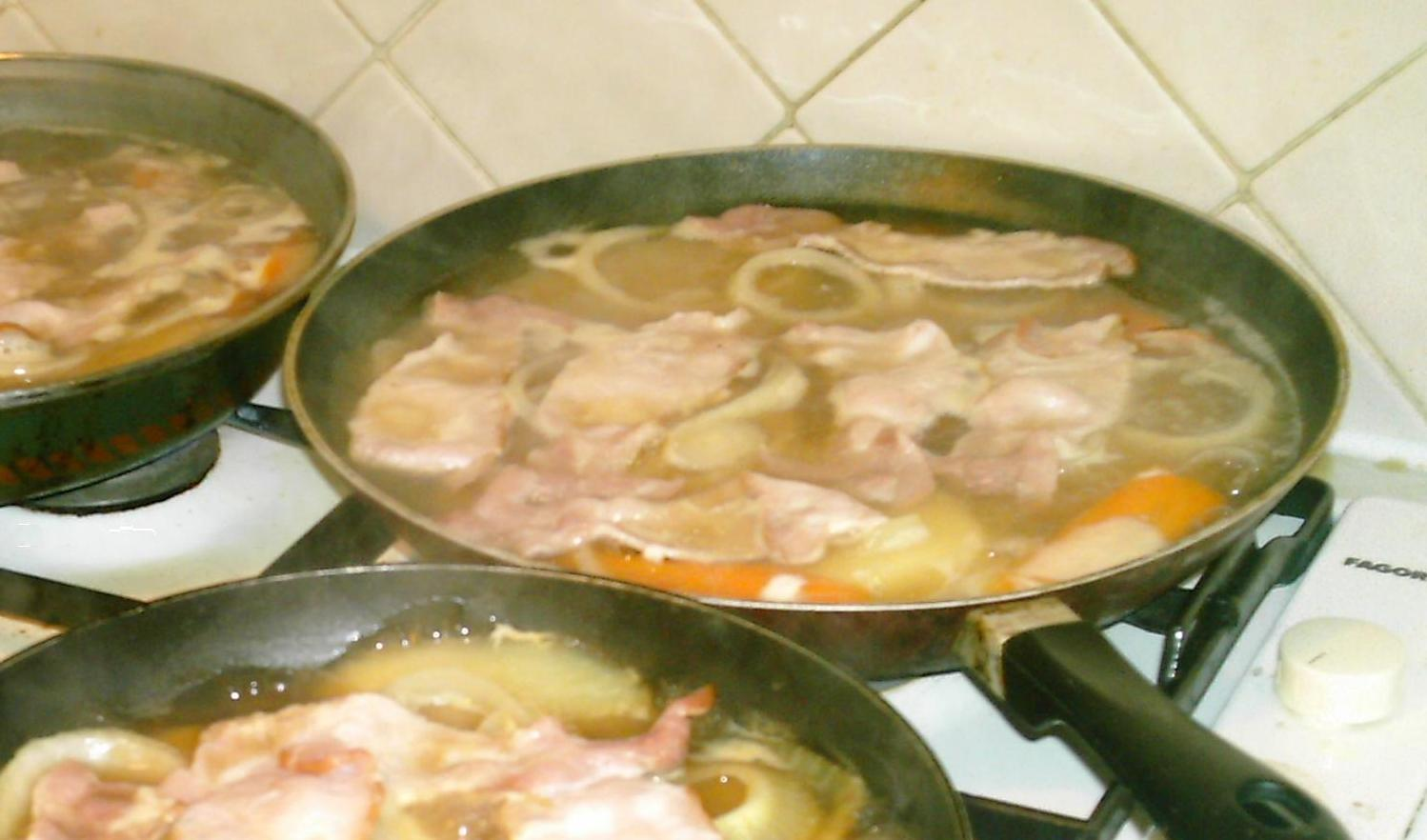
Tatws Pum Munud

El vi i la cervesa, especialment de les varietats casolanes, eren fonamentals per a la socialització a Gal·les, igual que a Anglaterra. Això va romandre així fins i tot quan el te va guanyar popularitat a Anglaterra, suplantant l'alcohol fet a casa. La cervesa és ara la beguda nacional de Gal·les, tot i que les cerveses gal·leses mai van guanyar la condició d'altres cerveses britàniques, com ara les cerveses stout o els ales anglesos. Això es va deure en part a que les fàbriques de cervesa van mantenir la promoció dels seus productes al mínim per no molestar el Moviment per la Temprança (un moviment social contra el consum de begudes alcohòliques) a Gal·les.